# Patnagarh
Patnagarh là một thị xã và là nơi đặt ủy ban khu vực quy hoạch (notified area committee) của quận Balangir thuộc bang Orissa, Ấn Độ.

## Địa lý
Patnagarh có vị trí 20°43′B 83°09′Đ / 20,72°B 83,15°Đ Nó có độ cao trung bình là 243 mét (797 feet).

## Nhân khẩu
Theo điều tra dân số năm 2001 của Ấn Độ, Patnagarh có dân số 18.685 người. Phái nam chiếm 51% tổng số dân và phái nữ chiếm 49%. Patnagarh có tỷ lệ 67% biết đọc biết viết, cao hơn tỷ lệ trung bình toàn quốc là 59,5%: tỷ lệ cho phái nam là 76%, và tỷ lệ cho phái nữ là 57%. Tại Patnagarh, 11% dân số nhỏ hơn 6 tuổi.